# Sumptum
Sumptum es una voz empleada en la Cancillería Romana, que significa copia o extracto de la signatura puesta en puesta en el registro a que se ha trasladado un documento.
Se emplea principalmente en dos casos: cuando se ha extraviado o tachado algo de falso. En este último se recurre a la signatura, que hace más fe que la expedición. El encargado del registro saca una copia debidamente cotejada y completada, escribiendo en su parte inferior: Sumptum ex registro, etc.; después dobla la parte inferior del papel de la copia, poniendo el mismo sello rojo. No contiene esta copia en la parte superior el nombre de la diócesis, ni al margen la índole de la gracia. Se escribe a lo ancho, mientras que las signaturas se trazan a lo largo el medio pliego.